# Michael Wolf (Politiker, 1962)

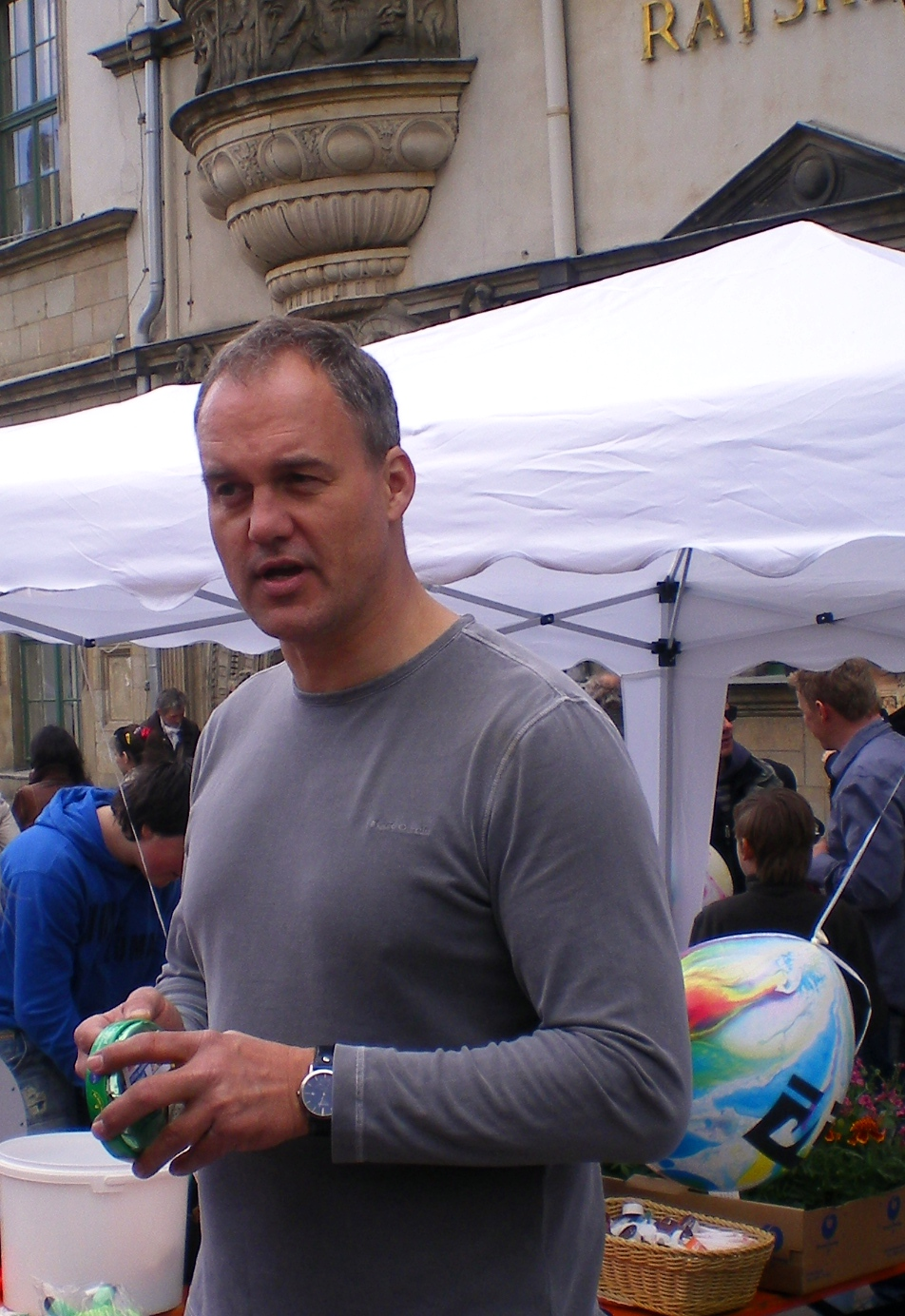
Michael Wolf auf einer Wahlkampfveranstaltung auf dem Altenburger Markt im April 2012

Michael Wolf (* 9. März 1962 in Altenburg) ist ein deutscher Politiker (SPD). Er war von 2000 bis 2018 Oberbürgermeister der Stadt Altenburg in Thüringen.

## Ausbildung und Beruf
Wolf besuchte von 1968 bis 1976 die Polytechnische Oberschule. Danach machte er von 1976 bis 1980 das Abitur in einer Erweiterten Oberschule. Nachdem er von Herbst 1980 bis Frühjahr 1982 seinen Wehrdienst geleistet hatte, studierte er von 1982 bis 1987 an der Technischen Hochschule Ilmenau und schloss sein Studium als Diplom-Ingenieur für Elektrotechnik ab.
Von 1987 bis 1992 arbeitete er als Betriebsingenieur. In dieser Zeit wurde er Abteilungsleiter der Abteilungen Netzbetrieb und Elektrische Instandhaltung im Braunkohlenwerk Borna. Von 1992 bis 1996 war er Gruppenleiter Mittelspannungs- und Ortsnetzbau bei der Siemens AG Verkehrstechnik und Leitungsbau Rositz. Anschließend bekleidete er von 1996 bis 2000 den Posten des Regionalbüroleiters Mittelspannungs- und Ortsnetzbau Jena bei der SAG Montagegesellschaft mbH.
Wolf ist verheiratet und hat fünf Kinder.

## Politische Karriere
Seit der Wende betätigt sich Wolf auch politisch. So war er, der seit Januar 1990 Mitglied der SPD ist, von 1990 bis 1994 Mitglied des Kreistags des Landkreises Altenburg. Von 1993 bis 1994 war er Vorsitzender des SPD-Ortsvereins Altenburg. Von 1994 bis 2000 gehörte er dem Stadtrat von Altenburg an und war diese Zeit auch Fraktionsvorsitzender seiner Partei in selbigem. Im Jahr 2000 wurde Wolf Oberbürgermeister der Stadt Altenburg. In den Jahren 2006 und 2012 wurde er in seinem Bürgermeisteramt bestätigt. 2006 noch ohne Gegenkandidaten, konnte er sich im Juni 2012 in einer Stichwahl gegen seinen parteilosen Kontrahenten durchsetzen. Des Weiteren ist Wolf seit 2000 erneut Mitglied des Kreistags des Landkreises Altenburger Land.
Bei den Kommunalwahlen in Thüringen 2018 trat Wolf nicht wieder als Oberbürgermeister an. Sein Nachfolger wurde zum 1. Juli 2018 der CDU-Kandidat André Neumann.

## Kritik
Als Oberbürgermeister wurde Wolf 2000 auch Aufsichtsratsvorsitzender der städtischen Wohnungsgesellschaft Altenburg. In dieser Doppelfunktion betrieb er unter anderem den Aufkauf des westlich des historischen Marktplatzes gelegenen Häuserblockes an der Klostergasse im denkmalgeschützten Stadtkern von Altenburg, um ihn durch eine neue Wohn-Geschäftsbebauung mit Tiefgarage und Lebensmittelmarkt zu ersetzen. Der Abbruch der zum Teil als Einzeldenkmäler ausgewiesenen Häuser wurde auch überregional heftig kritisiert.